# Паро Юнайтед (футбольний клуб)
Паро Юнайтед (англ. Paro United Football Club) — бутанський футбольний клуб з міста Паро. Домашні матчі проводить на стадіоні «Спортивна арена Вучу». Зовсім нещодавно вони змагалися в Прем’єр-лізі Бутану 2020 року.
Клуб сформували жителі Паро та община бутанських тайців.